# Knud Rée
Knud Rée Jensen, född 14 juli 1895 i Holbæk, död 19 augusti 1972 i Esbjerg, var en dansk chefredaktör, politiker (Venstre) och fiskeriminister i Erik Eriksens regering 1950-1953. Han var far till redaktören och politikern Eva Rée och journalisten Kirsten Rée.
Knud Rée var son till läraren Jens Peder Stensmark (1864-1943, namnändring till Jensen 1917) och Olga Rée. Föräldrarna var politiskt konservativa. Knud Rée tog studentexamen från Århus katedralskole 1914 och började studera på Polyteknisk læreanstalt. Vid sidan om studierna skrev han dikter, som publicerades i tidskriften Tilskueren och i Lolland-Falsters Folketidende. Han avbröt studierna och blev journalist på Morsø Folkeblad (1917-1919) och Vestkysten i Esbjerg (1919-1970). För den senare var han redaktionssekreterare och sedan chefredaktör (1928-1970) och hade i en period Åbenrås blivande borgmästare Camma Larsen-Ledet som sekreterare. Han var direktör Venstres partipress i Sydvästjylland (från 1954), styrelseledamot i Ritzaus Bureau (från 1954, varav som ordförande 1959-1963), vice ordförande i Journalistforeningen (1956-1959) och representant för Den Danske Presses Fællesindkøbsforening.
Rées politiska karriär började som ledamot i Esbjergs byråd (1937-1950) och som rådgivare för Erik Eriksen. Han var bland de första som såg radions politiska betydelse och var ordförande av Den jydske Lytterforening (1924-1932 & 1939-1945) samt ledamot i Radiorådet (1925-1951). Han utsågs av partiledare Erik Eriksen till fiskeriminister i den borgerliga koalitionsregeringen 1950. Rée fortsatte att utöva inflytande på Eriksen och fortsatte efter regeringens avgång som hans politiska rådgivare. Han var en stark förespråkare av samarbetet mellan Venstre och Det Konservative Folkeparti och en eventuell fusion av de båda partierna. Detta ledde till hans eget fall och Eriksens avgång som partiledare 1965. Rée var en kort period ledamot i Landstinget 1953 innan det avvecklades genom en grundlagsändring samma år, som han själv skrev under.